# Hans-Christian Huf
Hans-Christian Huf (* 1956 in Starnberg) ist ein deutscher Autor, Historiker und Fernsehjournalist.

## Leben
Hans-Christian Huf studierte in München und Paris Geschichte und Politik. Von 1984 bis 2013 war er verantwortlich für historische und politische Dokumentarfilme im ZDF. Er lebt als freischaffender Journalist und Autor am Starnberger See. Er schrieb zahlreiche Bücher über historische Themen, die auch international Anklang fanden. Huf war ab 1987 Redakteur in der ZDF-Redaktion Geschichte und Gesellschaft und Herausgeber der ZDF-Serie Sphinx – Geheimnisse der Geschichte.

## Werke
- Das Land der Großen Mitte. Gespräche über die Kultur der Bundesrepublik, Econ (1989)
- Sphinx. Geheimnisse der Geschichte, 7 Bände, Heyne (1994–2004)
- Quo Vadis. Schicksalsstunden der Menschheit I und II, Lübbe (1997/1998)
- Himmel, Hölle und Nirwana. Die großen Erlöser. Buddha, Jesus und Mohammed, Lübbe (1999)
- Söhne der Wüste. Expeditionen in die Stille, Econ (2002)
- Mit Gottes Segen in die Hölle. Der Dreißigjährige Krieg, Econ (2003)
- Imperium. Vom Aufstieg und Fall großer Reiche I–VI, Econ (2004–2010)
- Das Bibelrätsel. Geheimnisse der Heiligen Schrift, Econ (2005)
- Giganten. Große Wegbereiter der Moderne, List (2006)
- Die Päpste. Herrscher über Himmel und Erde, Ullstein (2008)
- Unterwegs in der Weltgeschichte, Bertelsmann (2011)
- Die Geschichte der Schönheit, Heyne (2013)